# Graça Aranha (Maranhão)
Graça Aranha é um município brasileiro do estado do Maranhão. Sua população estimada em 2022 era de 6.023 habitantes. 
Em 2024, a área do município era de 271,445 quilômetros quadrados, o que o colocava na posição 204 de 217 entre todos os municípios do estado Maranhão.

## História
Primitivamente, seu topônimo era Centro dos Periquitos, entretanto, com a vinda do padre Eurico Bogéia para celebrar a 1º missa, fez-se uma plebiscito para alteração do nome, cujo resultado foi favorável, procedendo-se, de imediato, a modificação para Palestina.
O cearense Francisco Alves de Oliveira ao se fixar no território, ali encontrou alguns moradores, pioneiros do povoamento que trabalhavam na lavoura, tendo os mesmos informado que localizaram vestígios da presença dos selvícolas na região, sem saberem, contudo, para onde emigraram.
O município recebeu o topônimo de Graça Aranha, em homenagem ao grande poeta maranhense José Pereira da Graça Aranha, nascido em São Luís a 20 de julho de 1868. Bacharelando-se aos 18 anos, foi romancista, dramaturgo, jornalista e diplomata e fez parte da Academia no Rio de Janeiro, a 26 de janeiro de 1931.
Gentílico: graçaranhense.
Elevado à categoria de município com a denominação de Graça Aranha, pela lei estadual nº 6, em 10 de outubro de 1959, por meio da lei estadual 6/1959, que o desmembrou de São Domingos do Maranhão.

## Demografia
Em 2022, a população do município de Graça Aranha era de 6023 habitantes e a densidade demográfica era de 22,19 habitantes por quilômetros quadrado. Comparando-se com outros municípios do estado do Maranhão, ficava nas posições 202 e 86 de 2017. Já na comparação com todos os municípios do Brasil, ficava nas posições 3940 e 2965 de 5570. 
| População no último censo [2022] | 6.023 pessoas                           |
| População estimada [2024]        | 6.161 pessoas                           |
| Densidade demográfica [2022]     | 22,19 habitante por quilômetro quadrado |

Fonte: IBGE

## Educação
Em 2010, a taxa de escolarização de 6 a 14 anos de idade era de 97,3%. Correlacionando com outros municípios do Estado, ficava na posição 70 de 2017. Já na comparação com municípios de todo o Brasil, ficava na posição 3221 de 5570.  Em relação ao IDEB, no ano de 2023, para os anos iniciais do ensino fundamental na rede pública era 4,7 e para os anos finais, de 4. Na comparação com outros municípios do estado, ficava nas posições 141 e 133 de 217. 
| Taxa de escolarização de 6 a 14 anos de idade [2010]             | 97,3 %         |
| IDEB – Anos iniciais do ensino fundamental (Rede pública) [2023] | 4,7            |
| IDEB – Anos finais do ensino fundamental (Rede pública) [2023]   | 4,0            |
| Matrículas no ensino fundamental [2023]                          | 938 matrículas |
| Matrículas no ensino médio [2023]                                | 205 matrículas |
| Docentes no ensino fundamental [2023]                            | 83 docentes    |
| Docentes no ensino médio [2023]                                  | 12 docentes    |
| Número de estabelecimentos de ensino fundamental [2023]          | 9 escolas      |
| Número de estabelecimentos de ensino médio [2023]                | 1 escolas      |

Fonte: IBGE

## Economia
Em 2021, o PIB per capita do município de Graça Aranha era de R$ 8.651,28. Comparando-se com outros municípios do estado do Maranhão, ficava nas posições 125 de 217 e na 5309 de 5570 entre todos os municípios do Brasil. Já o percentual de receitas externas em 2023 era de 95,86%, o que o colocava na posição 46 de 217 entre todos os municípios do Estado.
| Salário médio mensal dos trabalhadores formais [2022]                                             | 2,2 salários mínimos |
| Pessoal ocupado [2022]                                                                            | 303 pessoas          |
| População ocupada [2022]                                                                          | 5,03%                |
| Percentual da população com rendimento nominal mensal per capita de até 1/2 salário mínimo [2010] | 56%                  |

Fonte: IBGE

## Galeria

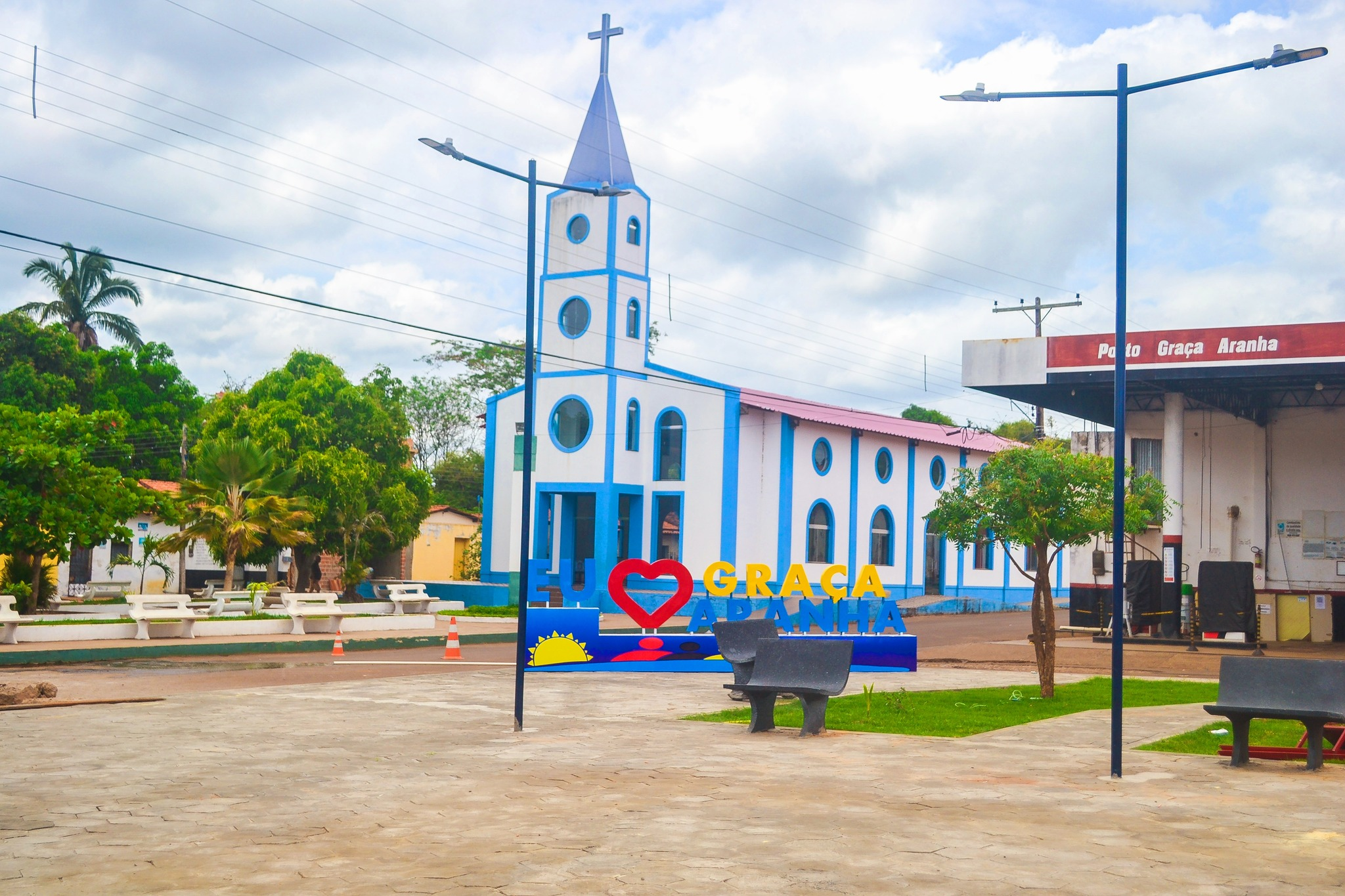
Praça Vovó Rita, Graça Aranha, Maranhão